# Parafia św. Teresy Benedykty od Krzyża (Edyty Stein) w Lublińcu
Parafia Świętej Teresy Benedykty od Krzyża (Edyty Stein) – rzymskokatolicka parafia znajdująca się w Lublińcu. Parafia należy do diecezji gliwickiej i dekanatu Lubliniec.
W 30 rocznicę konsekracji, 8 grudnia 2021 roku, kościół parafialny został podniesiony do rangi diecezjalnego Sanktuarium św. Teresy Benedykty od Krzyża.

## Zasięg parafii
Do parafii należą wierni z Lublińca mieszkający przy ulicach: Cieszkowskiego, Hajdy, Jagusia, Jedności, Kochanowskiego, Konopnickiej, Lipska Góra, Oleskiej, Parcelacyjnej, PCK, Ptaka, Reja, Reymonta, Rolnej, Szramka, Wiejskiej, Witosa, Żeromskiego i innych w dzielnicy Steblów.